# Masia la Vall de la Gavarresa
La Masia la Vall de la Gavarresa és una casa del municipi d'Avinyó (Bages) inclosa en l'Inventari del Patrimoni Arquitectònic de Catalunya.

## Descripció
És un casal d'estructura aproximadament rectangular, de dues plantes i golfes. La coberta és a doble vessant, asimètrica i amb el carener paral·lel a la façana. L'edifici és arrebossat i emblanquinat, deixant a la vista només els carreus de pedra d'algunes de les obertures. Tradicionalment l'entrada de la casa s'efectuava per la façana de migdia, mitjançant un portal de mig punt adovellat amb grans carreus de pedra picada. A la mateixa façana, un altre portal similar donava pas a tines i cellers. Avui aquesta part és destinada al bestiar, accedint a l'habitatge pel cantó de tramuntana, més reformat. Sobresurt de l'estructura una galeria amb els baixos porxats, que conté un pou.

## Història
L'esplendor d'aquesta casa correspon, en certa manera, amb el del vi a la comarca. L'estructura bàsica és obra del segle xviii (1743), però es va aixecar sobre un mas anterior, del que avui no en queden restes. A mitjan segle xix (1847) hi va haver reformes importants, obrint-se l'accés a l'habitatge pel cantó nord. El 1944 es va construir una masoveria al cantó de ponent (avui convertida en casa d'estiueig dels amos). S'hi ha fet altres annexes per bestiar i magatzem.